# Лора (река)
Ло́ра или Лора́ — река на юге Афганистана, протекающая по территории провинций Газни, Забуль и Кандагар. Правый и самый крупный приток реки Аргастан.
Общая длина реки составляет 214 км. Площадь водосборного бассейна — 4140 км². Высота истока — 2400 м, устья — 1283 м, средний уклон — 0,52 %. Максимальное значение расхода воды зарегистрировано в 1976 году, и составил 67,5 м³/с (место измерения гидрологический пост — «Шинкай»). Модуль стока в этот период составил 23 л/с на 1 км².